# MoviLine
MoviLine fue la marca de uno de los servicios de telefonía móvil analógica comercializado en España por la Compañía Telefónica Nacional de España (CTNE). El nombre comercial MoviLine se utilizó para popularizar el servicio y ocultar al usuario final sus siglas técnicas TMA-900A (Telefonía Móvil Automática operando en la frecuencia de 900 MHz-Analógico). 
Fue lanzado al mercado en 1990 (aunque la marca Moviline se introdujo en 1993) con el objetivo de dar servicio a una demanda creciente y resolver los problemas de congestión del espectro del sistema vigente, el TMA-450. Mientras que este se basaba en el estándar NMT, MoviLine utilizaba ETACS. Aunque la licencia permitía a la CTNE ofrecer el servicio hasta el 1 de enero de 2007, el servicio desapareció el 31 de diciembre de 2003 a petición de la propia empresa.
Durante su historia, el sistema analógico permitió ofrecer una cobertura mayor a la digital, en especial en zonas rurales y costeras. Ello lo hizo especialmente atractivo para cubrir zonas alejadas de los núcleos urbanos y dar servicio a embarcaciones. Por otro lado, en líneas generales la calidad del sonido era peor, la transmisión de datos era lenta y las comunicaciones eran susceptibles de captación mediante escáneres de frecuencia.
El crecimiento más rápido de abonados ocurrió desde el inicio de 1995 hasta enero de 1996, pasando de los 400.000 hasta los 900.000 y rozando su límite técnico, estimado en un millón.
Las frecuencias en la banda de los 900 MHz utilizadas por el servicio se quedaron durante un tiempo para su uso en la Telefonía Rural por Acceso Celular. Posteriormente, esas frecuencias fueron asignadas por la CMT a los operadores Telefónica Móviles (que lo usó para su servicio digital, bajo la marca Movistar) y Amena, la cual no tenía presencia en la banda 900.